# Zaumzeug
Mit dem Zaum (von ahd. zaum für „Seil“, „Riemen“) oder Zaumzeug werden Reit- und Zugtiere – meist Pferde – geführt und gelenkt. Das Zaumzeug besteht aus einem Kopfgestell aus Riemen für den Kopf des Tieres sowie aus den Zügeln. Es gibt gebisslose Zäumungen und solche mit einem am Kopfgestell befestigten durch das Maul des Tieres geführten, meist metallischen Gebiss (Trense, Kandare oder Pelham).

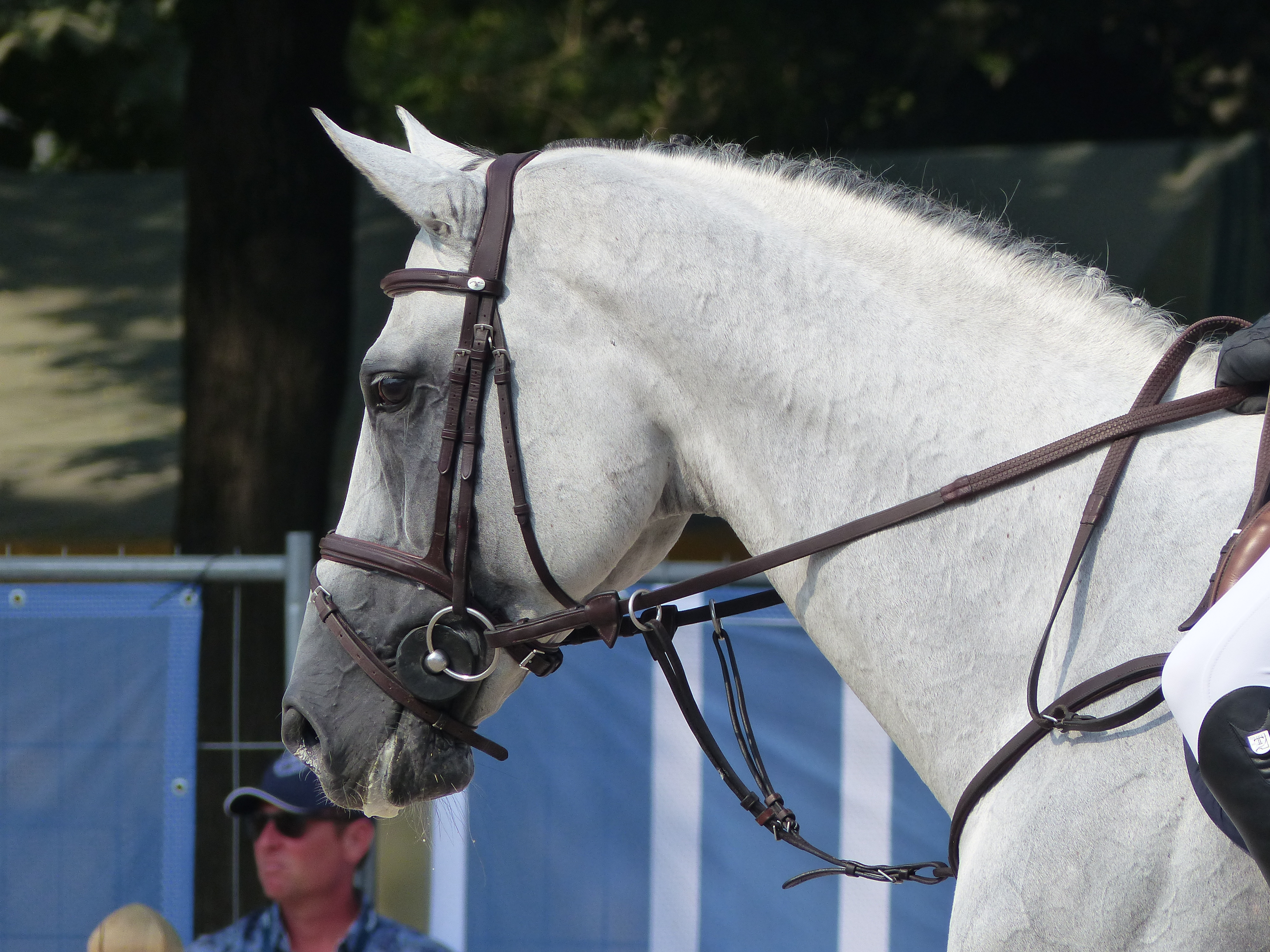
Zaumzeug

## Wirkung
Die Wirkung des Zaumzeugs liegt einerseits in der natürlichen Reaktion des Tieres auf die verschiedenen Druckpunkte des Zaumzeugs begründet, andererseits können bestimmte Reaktionen auch durch Training erreicht werden. Abhängig von verwendetem Gebiss und Halfter sind die Druckpunkte: Zunge, Kinnladen, Kinngrube, Genick, Lippe und Nase. Im Wesentlichen wird durch den Druck auf diese Punkte eine Kopfbewegung des Tieres provoziert, welcher der Körper nachfolgt, zum Beispiel Richtungswechsel, oder welche anderweitig vom Reiter gewollt ist, zum Beispiel Senken des Kopfes. Die Zügel dienen zum Aktivieren der Druckpunkte sowie einfach zum Führen des Tieres. Das Anbinden des Tieres am Zügel, wie man es häufig in Westernfilmen sieht, ist in Europa weitgehend verpönt und in Deutschland verboten (TGS), da es bei Erschrecken und Auslösen des Fluchtreflexes durch das Gebissstück zu schweren Verletzungen kommen kann.
Der Zaum muss korrekt verschnallt sein (Zwei-Finger-Methode), damit er nicht unbeabsichtigt drückt und das Pferd frei atmen und kauen kann. Der Sitz ist je nach Reithalfterart verschieden. Ein zu eng verschnalltes Reithalfter hat überdies die Folge, dass das Pferd die Hilfen nicht richtig annehmen kann, da ihm dann auch das Kauen auf dem Gebiss, welches ja erwünscht ist, nicht möglich ist. So sollte zwischen Nasenriemen und Pferdenase noch etwa zwei Finger breit Platz sein. Die Lufttrompete ist der Teil der Nase, die sich bei Aufregung oder Anstrengung aufbläht, um die Lunge mit genügend Luft und den Körper mit ausreichend Sauerstoff zu versorgen. Sie darf nicht beeinträchtigt werden, darauf ist insbesondere beim Hannoverschen Reithalfter zu achten.

## Aufbau

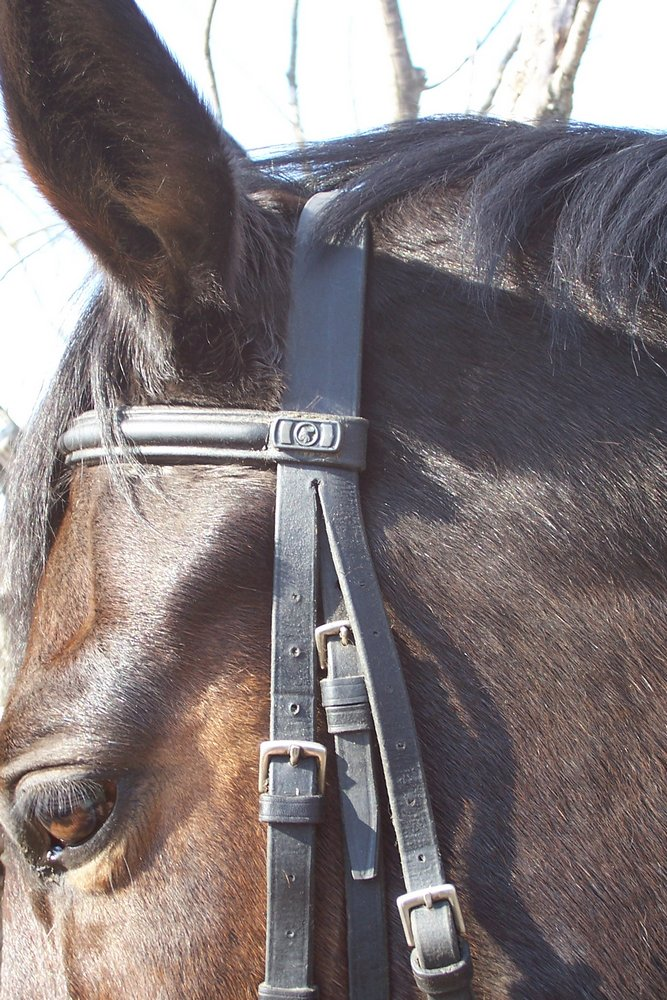
Genickstück und Stirnriemen

Die Zäumung dient der Einwirkung auf den Kopf des Pferdes, um sein Tempo, die seitliche Stellung des Kopfes und die Halshaltung zu beeinflussen. Im Laufe der langen Geschichte der Reiterei sind die verschiedensten Zäumungen entwickelt worden. Zäume bestehen jedoch in der Regel aus folgenden Grundelementen:
- Ein Wirkelement, um auf das Maul, die Nase oder auch auf das Genick einwirken zu können. Gebisse wirken auf das Maul, z. B. Trense, Kandare, Pelham. Gebisslose Zäumungen wirken auf die Nase ein, z. B. Kappzaum/Serreta oder Hackamore.

- Ein Zugelement, das Zug von der Hand auf das Wirkelement überträgt. Beim Reiten sind dies Zügel, bei Bodenarbeit Longenleinen oder Doppellonge, beim Fahren sind es die Leinen.

- Riemen o. ä., die die Wirkelemente am Kopf in der gewünschten Position festhalten. In der Regel sind dies über das Genick laufende Riemen einer verschnallbaren Länge (z. B. Genickriemen, Backenstücke)

- Reithalfter, bzw. Nasenriemen, die bei Gebisszäumen ein zu weites Aufsperren des Pferdemauls verhindern.

Die Zügel werden in die seitlichen Gebissringe oder in die Anzüge von Kandare oder Pelham eingeschnallt. Zur Kandare wird bei englischer Reitweise eine kleinere sogenannte Unterlegtrense mit einem zweiten Zügelpaar verwendet.
Stirnbandzäume werden sowohl in der Westernreitweise als auch in den klassischen Reitweisen verwendet. Einohrzäume werden vor allem in der Westernreitweise verwendet.
Typische Zäumungen sollen nachfolgend vorgestellt werden.

## Trensenzaum

Trensenzäumung

Trensenzäume bestehen in den meisten Fällen aus einem Genickstück, den beiden Backenstücken rechts und links, dem Kehlriemen und dem Stirnriemen. Der Nasenriemen gehört zum Reithalfter.
Das Genickstück liegt im Genick hinter den Ohren des Pferdes und bildet das „Kernstück“ einer jeden Zäumung. Bedenkt man, dass das Gewicht des Gebisses dem Pferd unmittelbar im Genick liegt, ist darauf zu achten, dass es breit genug ist, um nicht einzuschneiden.
Der Stirnriemen hält das Genickstück am richtigen Platz und verhindert ein Verrutschen nach hinten. Ein korrekt sitzender Stirnriemen vermindert ferner das Gewicht, welches auf das Genick einwirkt. Je schmaler also das Genickstück, desto dringender erforderlich wird der Stirnriemen.
Die Backenstücke werden links und rechts am Genickstück eingeschnallt und verlaufen senkrecht am Pferdekopf unter dem Jochbein entlang. An ihren Enden wird das Gebiss eingeschnallt.
Der Kehlriemen verläuft im Bereich der Ganaschen und ist meistens direkt an das Genickstück gearbeitet. Er soll verhindern, dass sich das Pferd den Zaum selbst abstreifen kann.

## Einohrzaum

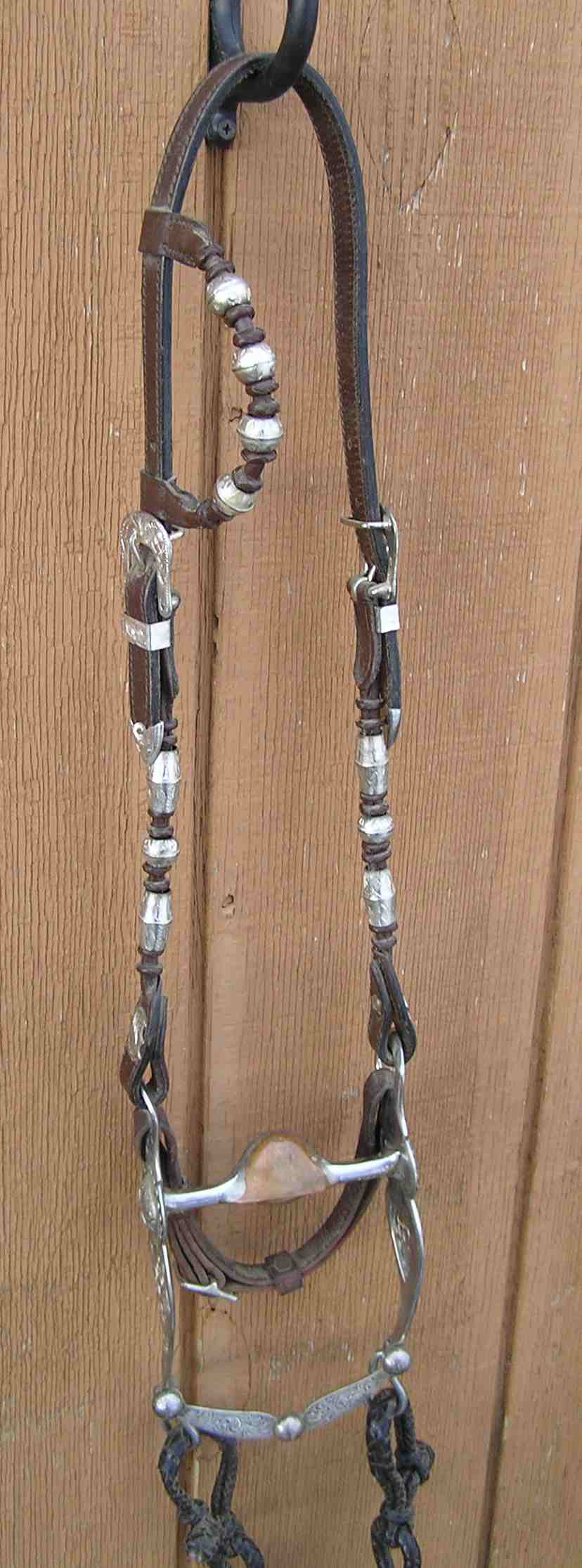
Einohrzaum

Der Einohrzaum ist beim Westernreiten gebräuchlich. Er besteht aus einem Genickstück, an dem die Ohrschlaufe befestigt ist, und ein oder zwei Backenstücken. Aufgrund des heißen Klimas in den Ursprungsländern der Westernreiterei ist es von Nutzen, mit so wenig Leder wie möglich am Kopf des Pferdes auszukommen. Deshalb sind die Riemen der Zäumung meist recht schmal, und auf Zusätze wie den Kehlriemen wird fast gänzlich verzichtet.
Im Gegensatz zum Stirnbandzaum, bei dem die Backenstücke in der Regel schmaler sind als der Genickriemen, haben Genickstück und Backenstücke hier die gleiche Breite, da für den Kehlriemen kein weiterer Riemen benötigt wird. Je weniger Leder die verschwitzten Poren der empfindlichen Haut am Pferdekopf bedeckt, desto geringer ist die Gefahr des Aufscheuerns. Oftmals ist auch nur ein einzelnes Backenstück vorhanden, da Genickstück und rechter Backenriemen aus einem Stück gearbeitet sind.
Die Ohrschlaufe erfüllt die gleiche Aufgabe wie der Stirnriemen. Sie hält den Genickriemen an seinem Platz und sorgt so auch dafür, dass das Gebiss in der richtigen Lage bleibt. Sie wird entweder gleich in das Genickstück eingearbeitet oder ist separat am Genickstück befestigt und verschiebbar. In jedem Fall sollte das Leder aber geschmeidig und ohne Kanten sein, da die Haut um die Ohren empfindlich ist.

## Fahrzaum

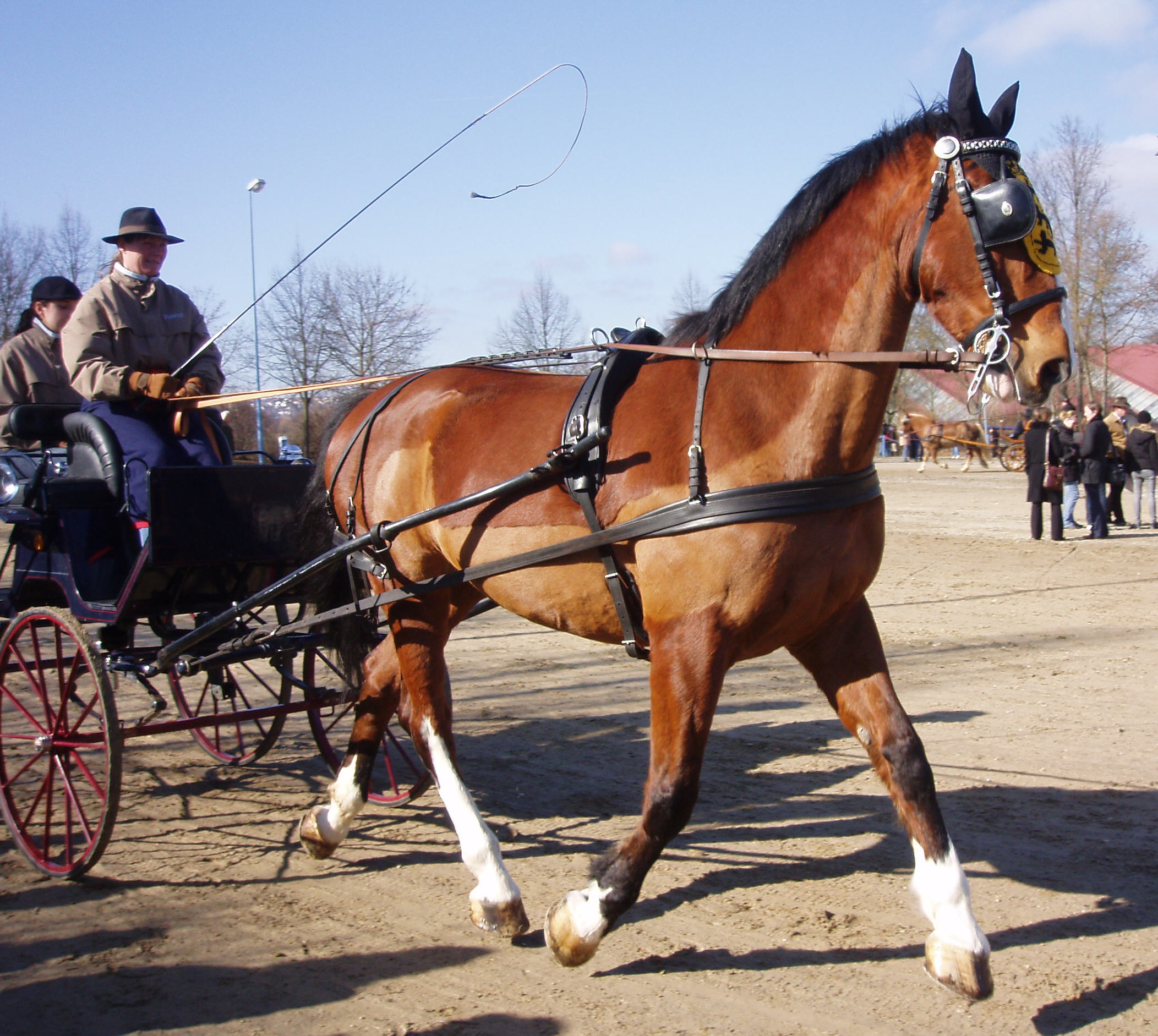
Fahrzaum mit Liverpoolkandare und Rosette am Ende des Stirnriemens

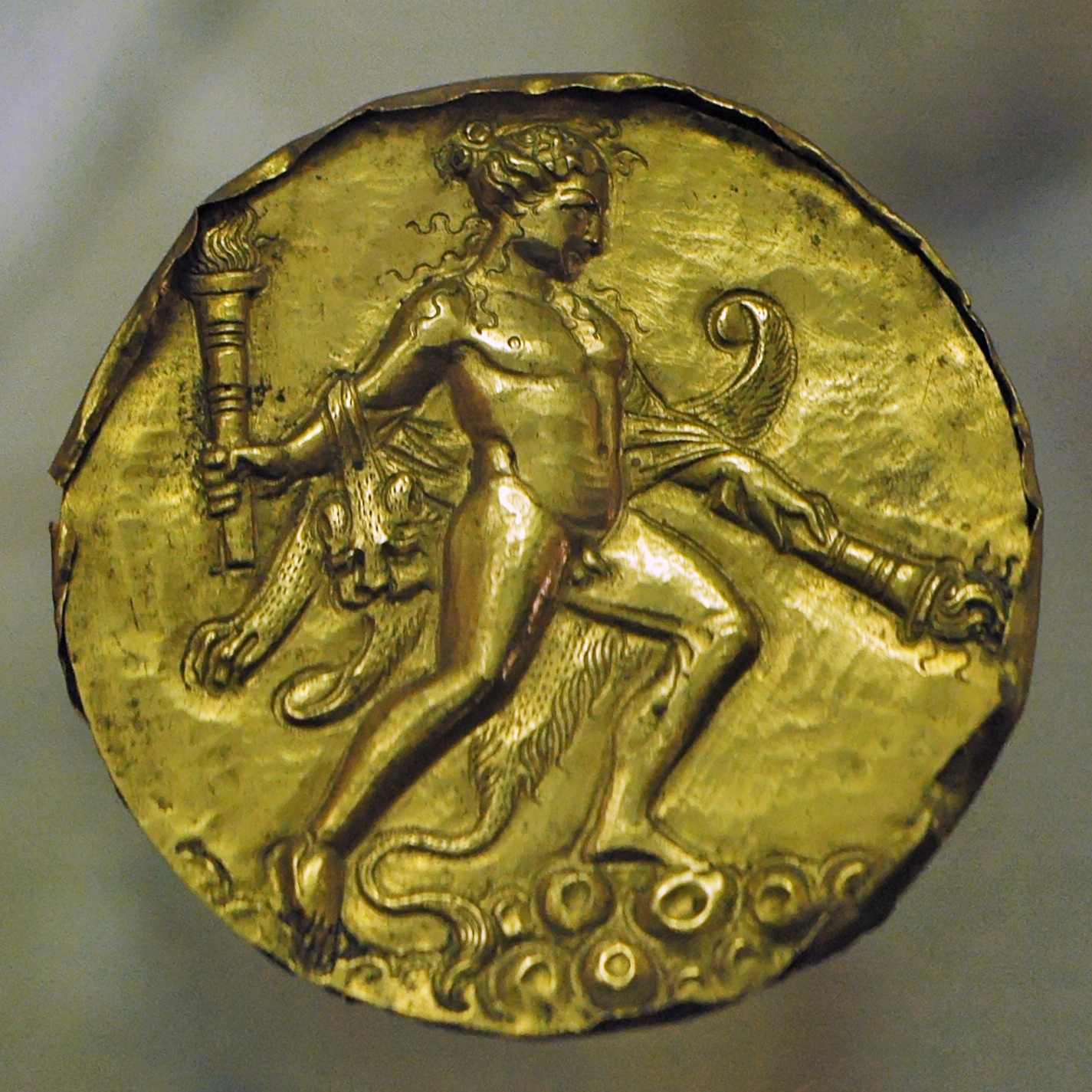
Phalera mit Dionysos, die zweite Rosette zeigt Silenos, Syrien 3. Jh. v. Chr.

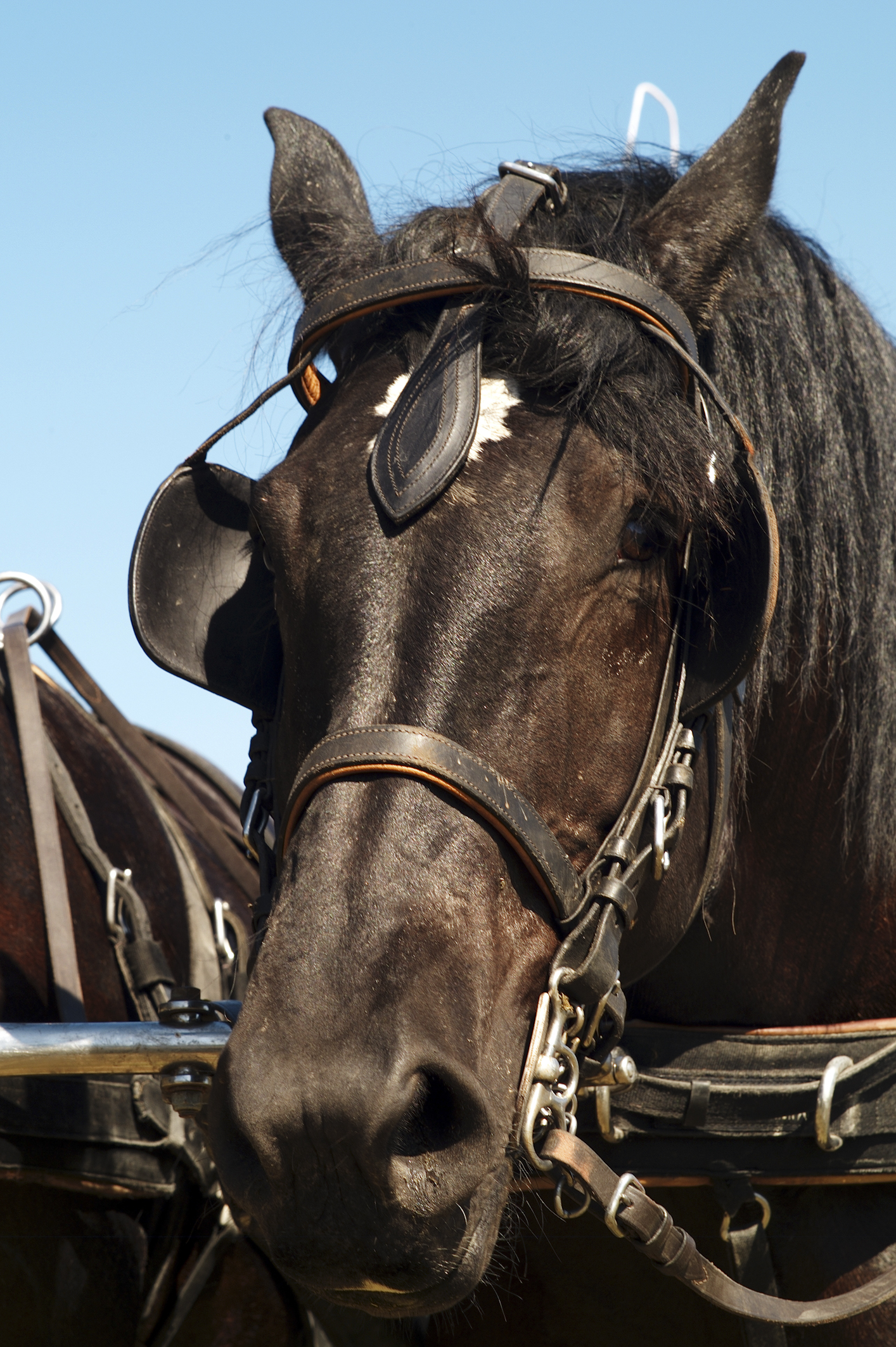
Spieler am Genickstück befestigt, Postkandare

Der Fahrzaum wird auch Kopfgestell genannt. Er kommt ohne gesondertes Reithalfter aus. Der Nasenriemen ist mit kleinen Schlaufen mit den Backenstücken verbunden oder verläuft durch sie hindurch. Zum Fahren werden häufig Fahrkandaren verwendet.
Rechts und links sind am Ende des Stirnriemens meist Rosetten aus Metall angebracht. Solche Rosetten wurden bereits von den Römern zum Schmuck von Pferdegeschirren verwendet und heißen in diesem Zusammenhang Phalerae.
Bei Mehrspännern sind Scheuklappen, auch Blendkappen genannt, notwendig. Die Scheuklappen werden von Blendriemen in der richtigen Position gehalten. Die Blendkappen dürfen die Augenwimpern nicht berühren.
Vom Genickstück ausgehend werden oft sogenannte „Spieler“ am Zaum befestigt. Sie liegen in der Mitte der Stirn und haben keine weitere Funktion, als dem Gespann ein einheitlicheres Aussehen zu geben, indem sie kleinere Abzeichen am Kopf verdecken.

## Westernzäume

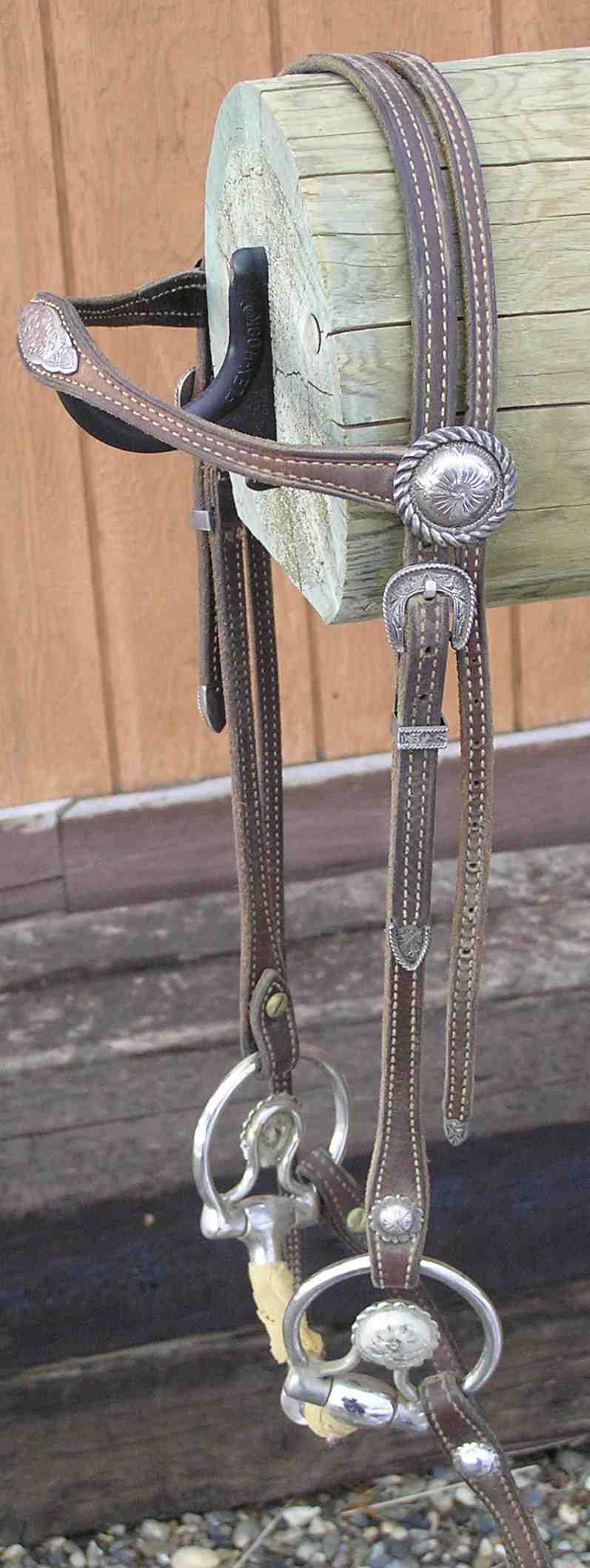
Westernzaum mit Snaffle Bit

Westernzäumungen bestehen in der Regel aus einem einfachen Kopfstück ohne Sperrhalfter, welches vom Aufbau her mit dem klassischen Kopfstück fast identisch ist.
Bei der Verwendung mit Wassertrensen (Snaffle Bit) wird in den Trensenringen ein Kinnriemen, bei Verwendung von Gebissen mit Anzügen (Bits) eine Kinnkette verschnallt. Der Kinnriemen wird lose verschnallt und verhindert, dass das Gebiss durch das Pferdemaul gezogen werden kann. Die Kinnkette ist – ähnlich dem englischen Modell der Kandare – fest verschnallt und Teil der Hebelwirkung, da durch Annehmen der Zügel Druck auf das Kinn ausgeübt wird.
Westernzäume gibt es sowohl mit Stirnriemen- als auch in Einohr- oder Zweiohr-Ausführungen.
Es gibt auch geschmückte Westernzäume, beispielsweise mit Rosetten an den Enden des Stirnriemens.

## Seilhalfter oder Knotenhalfter

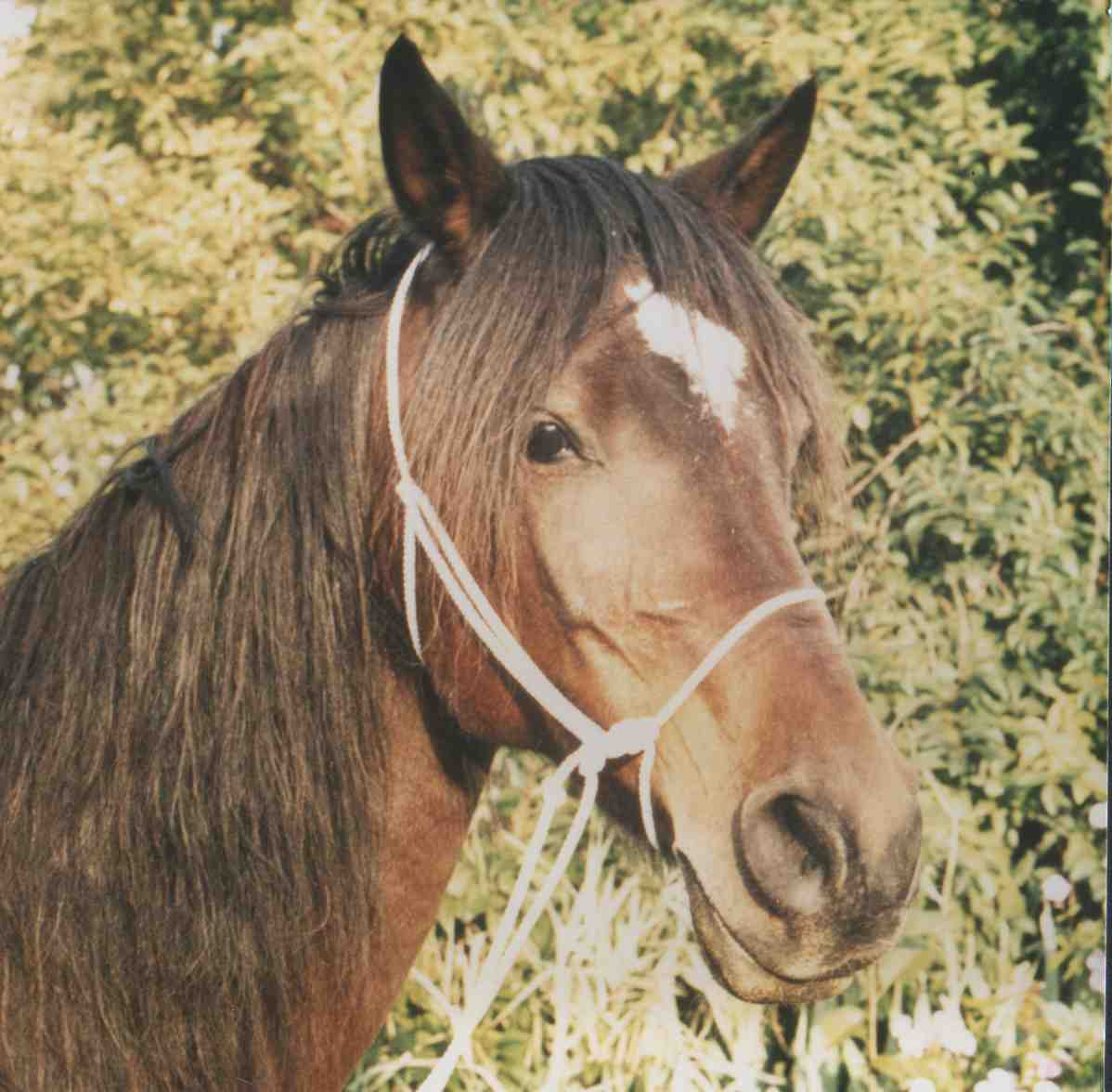
Knotenhalfter zum Reiten

In vielen Kulturen wird das Zaumzeug aus einem Seil geknotet und dient gleichzeitig als Reithalfter und zum Führen und unter Umständen auch zum Anbinden des Pferdes. Siehe auch Knotenhalfter.
Aufgrund der scharfen Einwirkung auf den empfindlichen Pferdekopf darf das Pferd mit Knotenhalfter nur lose angebunden werden, damit das Pferd sich nicht verletzt, wenn es sich losreißen will.

## Kappzaum
Der Kappzaum ist eine gebisslose Zäumung, die in erster Linie beim Training mit jungen Pferden und bei der Handarbeit verwendet wird, um sie nicht im Maul abzustumpfen. Junge Pferde springen mitunter unvermutet zur Seite und können sich so beim Anlongieren selber im Maul Schmerzen zufügen, wenn sie mit normaler Trense statt mit Kappzaum anlongiert werden. Der in Deutschland zumeist übliche „schwere Kappzaum“ verfügt über ein meist dreiteiliges Naseneisen, dessen Teilstücke mittels Scharnieren verbunden sind. An diesem Naseneisen sind drei Ringe befestigt zum Einhaken von Longe und Hilfszügeln (Ausbindern) bzw. Zügeln oder Führleinen. Dieses Naseneisen ist oft recht breit (2–3 cm) und zudem dick abgepolstert. Dadurch ist die Wirkung eher weich.
Das genaue Gegenteil ist der Fall bei der in Spanien häufig verwendeten Kappzaum-Variante, der Serreta: Hier wird ein ca. 1 cm breites, starres U-förmiges, einteiliges Naseneisen auf dem Nasenrücken des Pferdes verschnallt. Oft ist es völlig ungepolstert oder lediglich mit einer dünnen Hülle aus Leder versehen, und an der Innenseite des Eisens befindet sich meist eine Zähnung – daher der spanische Name Serreta (= kleine Säge). Die Ringe der Serreta sitzen häufig auf ca. 2 cm langen Stegen, dadurch wird eine zusätzliche Hebelwirkung erreicht. Dies ist ein für unerfahrene Longenführer und Reiter ungeeignetes Gerät.
Immer mehr Verbreitung finden Kappzäume, die ganz ohne Naseneisen auskommen, bei denen die drei Ringe direkt auf dem ledernen Nasenriemen befestigt sind. Diese Art Kappzaum wird auch nach dem französischen Rittmeister Antoine de Pluvinel benannt.
Eine vierte Kappzaum-Variante ist das südfranzösische Caveçon, bei dem das Naseneisen von einer Gliederkette (oft eine Motorradkette) gebildet wird. Diese Kette wird ohne oder meist mit einer Lederhülle verwendet.

## Reithalfter
Zu den Zäumungen der klassischen Reiterei gehört zumeist noch ein Reithalfter. Es soll dem Unterkiefer eine Stütze geben und gegen zu starke Einwirkung am Kieferknochen schützen. Außerdem gibt es dem Druck auf die Laden ein Gegengewicht und überträgt so einen Teil des Druckes auf das Nasenbein. Es verhindert das Aufsperren des Mauls, mit dem sich das Pferd den Hilfen entzieht. Es nimmt dem Pferd aber auch jegliche Möglichkeit, sich so übermäßiger Einwirkung der Reiterhand über das Gebiss zu entziehen. Eine Eigenschaft, die nur zu oft missbräuchlich verwendet wird.
In der Westernreitweise wird in der Regel ohne Reithalfter geritten. Hier gilt dasselbige als Hilfszügel. Es wird nur verwendet, wenn das Pferd sich angewöhnt hat, sich der Einwirkung durch das Gebiss grundsätzlich zu entziehen, indem es das Maul aufsperrt. Aufgrund dessen wird das Reithalfter hier üblicherweise als Sperrhalfter bezeichnet.
Im Pferderennsport werden alle möglichen und gängigen Zäume verwendet und teilweise mit diversen Aufsätzen zu bestimmten Zwecken bestückt. (Siehe z. B. Artikel Trabrennsport, Abschnitt Zaum und Leinen.)
Entscheidend für die korrekte Einwirkung eines Reithalfters ist auch die Auswahl desselben unter Beachtung der Kopfform des betreffenden Pferdes.

### Deutsches Reithalfter
Diese Art von Reithalfter ist das älteste unter den Reithalftern. Es wurde bereits vor über 100 Jahren in der Kavallerie eingesetzt. Ein Lederriemen, der als Nasen- und Kinnriemen dient, wird durch dafür vorgesehene Schlaufen am Backenstück gezogen, ähnlich wie beim Fahrzaum.
Richtig verschnallt sollte es etwa zwei Finger breit unterhalb des Jochbeins liegen, wobei die Lage hier durch die Länge der Backenstücke bestimmt wird. Durch diese Kombination ist die Lage des Halfters am Pferdekopf relativ festgelegt. Es findet vorwiegend an Shetty- und Kaltbluttrensen sowie an Fahrzäumen Verwendung. Da die Höhe des Nasenriemens nicht verstellbar ist, ist es nur noch selten zu sehen, obwohl es ausreichend wirkt. Bei der Verschnallung gilt: Zwischen Riemen und Pferdekopf sollten mindestens zwei Finger passen.

### Hannoversches Reithalfter

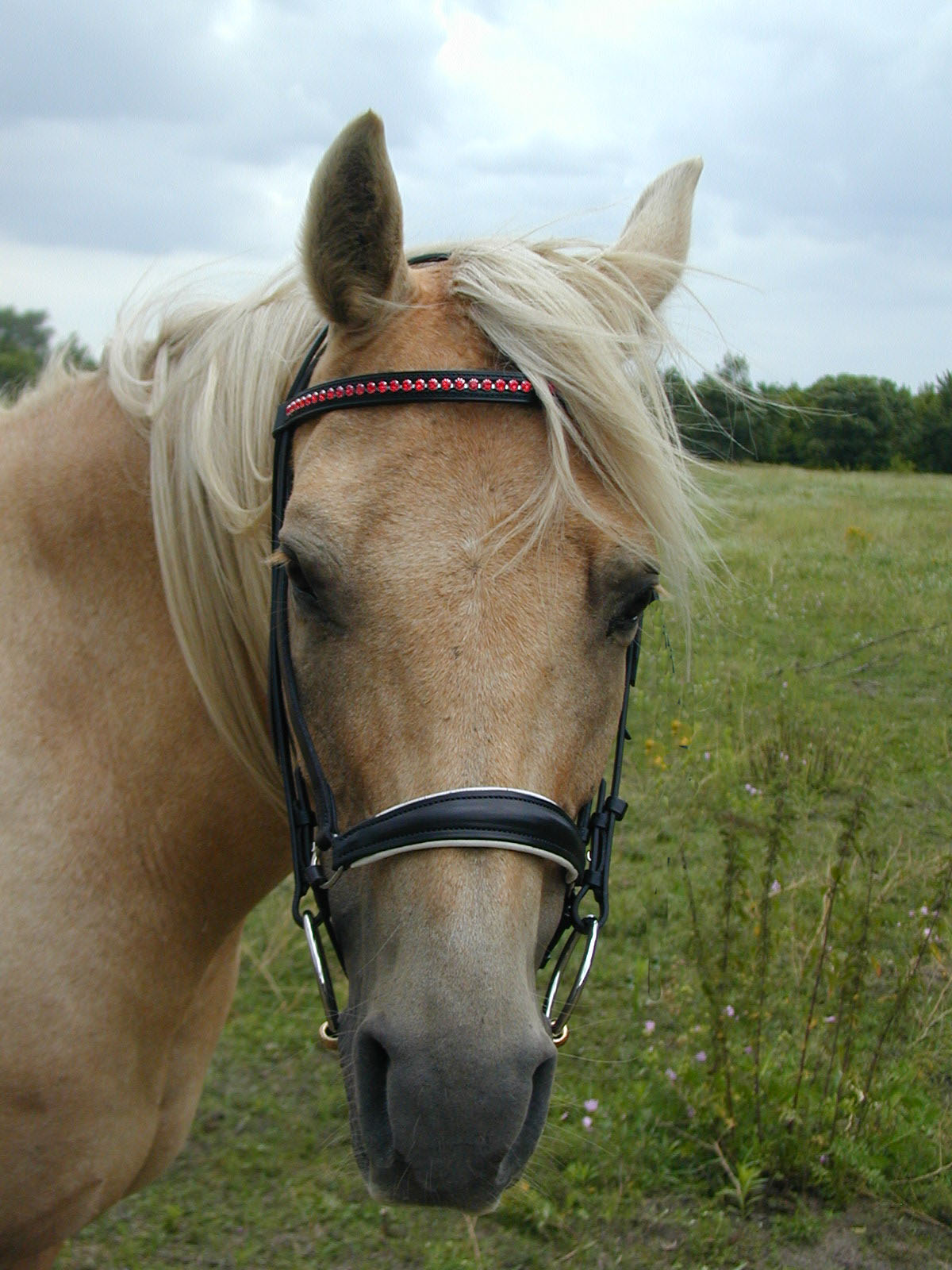
Hannoversches Reithalfter, englisch verschnallt

Noch vor nicht allzu langer Zeit war das Hannoversche das am meisten verbreitete unter den Reithalftern, bis es vom Kombinierten Reithalfter verdrängt wurde. Schon in den H.Dv.12 von 1926 wurde es als „Zäumung auf Trense mit Reithalfter“ erwähnt. Neu benannt wurde es Mitte des 19. Jahrhunderts an der Kavallerieschule Hannover von E. F. Seidler als hannoversches Reithalfter. Es besteht aus einem Backen- und Genickstück, an welchem an der Seite eine Schnalle zum Einstellen der richtigen Länge ist. Als Abschluss sind an beiden Seiten kleine Ringe eingearbeitet, an denen der Nasenriemen und die zwei kleinen Kinnriemen, welche in der Kinngrube verschnallt werden, befestigt sind.
Verschnallt wird das Hannoversche Reithalfter so, dass der Nasenriemen auf dem knöchernen Teil der Nase zum Liegen kommt, d. h. mindestens vier bis fünf Finger breit oberhalb der Nüstern. Er wird über den Gebissringen in der Kinngrube verschnallt, so dass noch locker zwei Finger darunter Platz haben. Wird das Reithalfter zu eng verschnallt, so kehrt sich die Wirkung ins Gegenteil um. Das Pferd kommt nicht mehr richtig zum Kauen, kann folglich das Gebiss nicht mehr annehmen und die Reiterhilfen kommen nicht mehr zum Pferd durch. Ein zu tief verschnalltes Hannoversches Reithalfter beeinträchtigt die Lufttrompete. Das Hannoversche Reithalfter ist besonders geeignet für Pferde mit eher langem und geradem Kopf oder dem bei früheren Hannoveranern oft anzutreffenden leichten Ramskopf, vor allem aber für solche mit einer langen Maulspalte. Bei kurzen und/oder keilförmigen Köpfen und vor allem solchen mit kurzer Maulspalte kann eine korrekte Verschnallung hingegen schwierig werden, dann ist ein anderes Reithalfter vorzuziehen.
Bei der Ausbildung junger Pferde können die Zügel in die Trensenringe und zusätzlich in den kleinen Ring am Reithalfter geschnallt werden. Das ermöglicht ein maulschonendes Anreiten, da ein Teil der Wirkung auf die Nase verteilt wird.
Das Hannoversche Reithalfter wird gelegentlich auch „englisch“ verschnallt, so dass es wie ein Deutsches Reithalfter etwa zwei Finger breit unter dem Jochbein liegt.

### Englisches Reithalfter

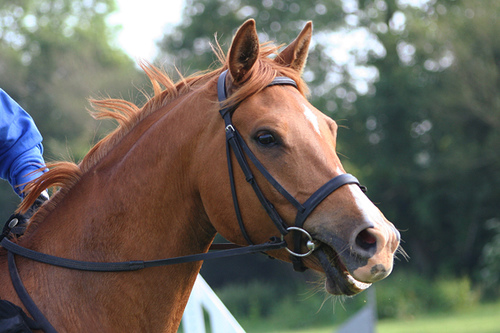
Englisches Reithalfter

Das Englische Reithalfter besteht neben einem Backen-Genick-Teil aus einem etwa zwei Zentimeter breiten, gut gepolsterten Nasenriemen, der sich etwa zwei bis drei Zentimeter unterhalb des Jochbeins befinden sollte. Es ist also etwa doppelt so breit wie der Nasenriemen des Hannoverschen Sperrhalfters. Im Gegensatz zu diesem mindert es jedoch nicht den Druck auf die Laden, indem es einen Teil des Druckes auf die Nase überträgt. Es soll lediglich das Pferd daran hindern, das Maul zu weit aufzusperren.
Im „Ruhezustand“ ist das Englische Reithalfter also nahezu wirkungslos. Es zeigt erst Wirkung, wenn das Pferd das Maul aufsperren will, und verhindert so, dass sich das Pferd der Einwirkung des Reiters entzieht.
In Deutschland findet man das Englische Reithalfter in aller Regel nur noch unter der Kandare, selten als alleinige Zäumung. Für die Kandarenzäumung eignet sich das Englische Reithalfter gut, da es nicht mit den Anzügen kollidiert.

### Kombiniertes Reithalfter

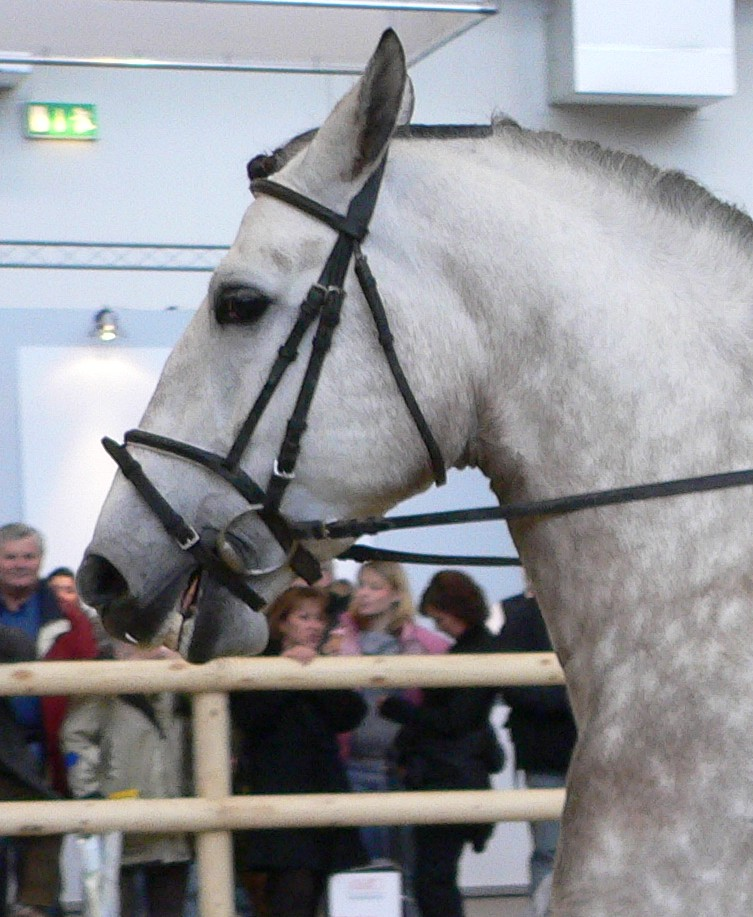
Kombiniertes Reithalfter

Das Kombinierte Reithalfter wird auch als Irisches Reithalfter bezeichnet. Es wird in Deutschland am häufigsten verwendet, da es das Hannoversche in den letzten Jahrzehnten weitgehend verdrängte.
Es ist im Prinzip ein Englisches Reithalfter mit einem zusätzlichen dünnen Sperrriemen, der nichts mit dem Pullerriemen zu tun hat. Dieser wird durch eine kleine Schlaufe in der Mitte des Nasenriemens geführt und in der Kinngrube geschlossen. Der Sperrriemen liegt beim Kombinierten Reithalfter etwas schräg.
Das Kombinierte Reithalfter soll die Vorteile des Hannoverschen und die des Englischen Reithalfters vereinigen. Ordentlich verschnallt und gut angepasst wäre das auch der Fall, aber häufig werden die Nasenriemen zu tief verschnallt und infolgedessen behindert der Sperrriemen die Lufttrompete. Überdies vertreten viele Reiter noch immer die Meinung, der Sperrriemen müsse möglichst fest verschnallt werden. Ein zu hoch verschnallter Nasenriemen kann am Jochbein scheuern.

#### Schwedisches Reithalfter
Das Kombinierte Reithalfter gibt es auch als Schwedisches Reithalfter, an welchem der Nasenriemen durch eine Umlenkschnalle hindurch zurückgeführt und verschnallt wird. Die Wirkung ist ähnlich der eines Flaschenzugs, so dass der Nasenriemen sehr viel fester verschlossen werden kann bei wesentlich geringerem Kraftaufwand. Das führt oft dazu, dass das Reithalfter zu eng verschnallt wird. Die meisten Schwedischen Reithalfter sind sehr gut abgepolstert.

### Mexikanisches Reithalfter

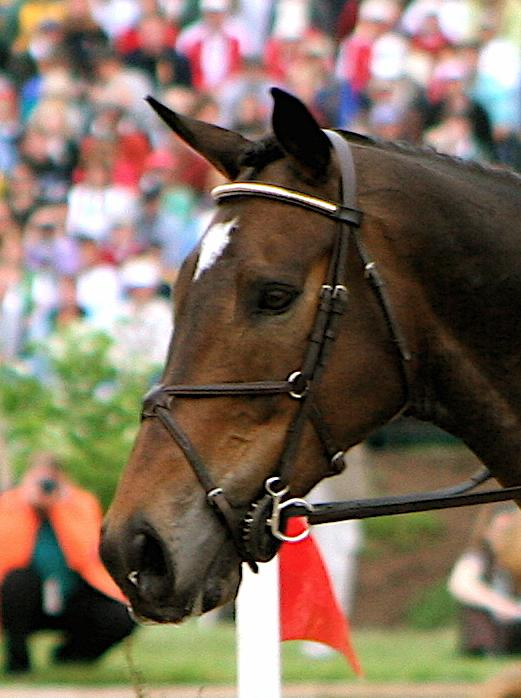
Mexikanisches Reithalfter

Das Mexikanische Reithalfter oder auch Kreuzbandhalfter ähnelt mit seinem sich auf der Nase kreuzenden Sperrriemen optisch eher dem Kombinierten Reithalfter. Hier gibt es zwei optisch ähnliche Varianten.
Die eine (unechte) ähnelt auch in der Funktion dem Kombinierten Reithalfter. Sie besteht aus zwei Riemen, die auf dem Nasenrücken in einer Rosette oder Ähnlichem fest verbunden sind. Der obere Riemen wird dabei wie ein normaler Nasenriemen unter dem Unterkiefer geschlossen, der untere wie ein Sperrriemen über dem Gebiss in der Kinngrube. Diese Rosette ist meist weich gepolstert, so dass nicht allzu viel Druck auf die Nase ausgeübt wird.
Bei der zweiten (echten) Variante werden „Sperr“- und „Nasenriemen“ aus zwei langen Riemen gebildet, die sich ungefähr in der Mitte ihrer Länge auf dem Nasenrücken diagonal kreuzen und an jedem Ende mit dem Ende des jeweils anderen Riemens verbunden sind. Jeder Riemen bildet also wechselseitig zur Hälfte „Sperr-“ und „Nasenriemen“. Beide Riemen sind im Kreuzungspunkt auf dem Nasenrücken in einer meist dick gepolsterten Rosette durch Schlaufen so befestigt, dass sie gegen leichten Widerstand jeweils in beide Richtungen gleiten können. Bei neueren Modellen enden die Riemenenden, die zusammen die obere Hälfte des „Nasenriemens“ bilden, jeweils in einem Metallring, von dem aus zwei kurze Riemen unter dem Unterkiefer miteinander verbunden werden, den unteren Teil des „Nasenriemens“ bilden. In diesen Ringen ist auch das Genickstück des Reithalfters befestigt. Durch diese Konstruktionsweise ist das (echte) Mexikanische Reithalfter besonders in der neueren Variante überall in sich beweglich und kann sehr hoch verschnallt werden, ohne die Maulbewegungen in irgendeine Richtung völlig zu blockieren.
Der Vorteil des Mexikanischen Reithalfters ist, dass es, richtig – also hoch – verschnallt, die Atmung des Pferdes nicht behindert und Maultätigkeit und Wirkung des Gebisses nicht beeinflusst werden. Das kann sich jedoch bei zu tiefer Verschnallung ganz schnell ändern, wenn sich die Lage der Riemen nach unten verlagert, weil das Verbindungsstück die Riemen sehr lose führt. Das führt dazu, dass die Lufttrompete beengt wird. Wird das Mexikanische Reithalfter eher locker verschnallt, tritt erst ab einem bestimmten Punkt eine dann sehr deutliche, weil punktuelle Wirkung auf das Nasenbein auf, die stark beizäumend wirkt.

### Bügelreithalfter
Das Bügelreithalfter ist eine Kombination aus Kombiniertem und Hannoverschem Reithalfter. Es hat einen mittig liegenden Nasenriemen, von dem aus an einem Bügel eine Schnalle oberhalb und eine unterhalb des Nasenriemens um den Kiefer läuft. Von diesen Bügeln laufen die Riemen rechtwinklig um den Kiefer.
Es wirkt etwas schärfer als die beiden oben genannten Varianten. Sperrt das Pferd das Maul auf, werden die beiden unteren Riemen nach unten gedrückt, die Kraft wird durch die Bügel auf den oberen Riemen übertragen und vereinigt, da beide Riemen über die Bügel miteinander korrespondieren.
Im Gegensatz zu den meisten anderen Reithalftern liegt das Gebiss frei im Maul und wird nicht durch den Sperrriemen oder den Hannoverschen Nasenriemen berührt. Dadurch wird auch ein Einklemmen der Lefzen durch anliegende Riemen verhindert. Da der Nasenriemen höher liegt als beim Hannoverschen, wird eine Einengung der Atemwege weitestgehend verhindert. Außerdem wird der Unterkiefer des Pferdes durch die beiden Kinnriemen bei Zügelzug gut abgestützt.
Unter Umständen schränkt es jedoch die Kautätigkeit ein, da durch die beiden seitlichen Bügel eine Seitwärtsbewegung des Kiefers behindert wird. Aufgrund der beiden seitlichen Bügel wird das Bügelreithalfter auch häufig bei Pferden angewandt, die die Zunge seitlich heraushängen lassen.
Bei der Verschnallung achtet man wie immer auf die korrekte Lage des Reithalfters. Diese ist durch die Abstände beider Riemen vom Gebiss vorgegeben, sie müssen auf beiden Seiten etwa gleich sein und so locker sein, dass mindestens zwei Finger darunter Platz haben. Es sei aber gesagt, dass dieses Reithalfter seine Wirkung auch dann nicht verfehlt, wenn es etwas lockerer als üblich verschnallt wird.

### Kineton-Reithalfter
Das Kineton-Reithalfter sieht man hierzulande nur noch sehr selten. Es wurde in England entwickelt und wird dort hauptsächlich beim Jagdreiten eingesetzt, um mehr Kontrolle über heftige Pferde zu haben.
Das Halfter besteht aus zwei Bügeln, die über den Nasenrücken hinweg mit einem Lederriemen verbunden sind. Diese Bügel werden um das Gebiss herumgelegt. Wirkt der Reiter normal ein, wirkt auch das Gebiss ganz normal ein. Sperrt das Pferd jedoch im Maul und versucht sich so den Zügelhilfen zu entziehen, leiten die Bügel den Druck auf den Nasenrücken weiter.
Das Kineton hat jedoch zwei gravierende Nachteile: Dadurch, dass Gebiss und Bügel unmittelbar aufeinandertreffen, passiert es sehr leicht, dass dazwischen die Mundwinkel eingeklemmt werden. Ein weiterer Nachteil ist der lose Nasenriemen. Hier fehlt das Gegenstück, der Kinnriemen, so dass der Nasenriemen locker oben aufliegt. Dadurch rutscht er meist auf der Nase weiter runter. Wirkt der Reiter dann auch nur mäßig ein, werden sofort die Atemwege eingeengt.

### Amerikanisches Sperrhalfter / Noseband
Wie auch die anderen Reithalfterarten soll das Amerikanische Sperrhalfter, auch Mouthshutter genannt, verhindern, dass das Pferd das Maul zu weit aufsperrt oder, da wir es hauptsächlich im Westernreitsport finden, dass das Pferd bei der Rinderarbeit ein Rind beißt.
Das Amerikanische Sperrhalfter besteht wie das Englische Reithalfter aus einem Kopfstück und einem Nasenriemen. Dieser wird unter den Backenstücken, etwa zwei Zentimeter unter dem Jochbein verschnallt. Der Nasenriemen ist in den meisten Fällen nur etwa einen Zentimeter breit, besteht entweder aus gewachster Kordel oder Leder und übt, sperrt das Pferd das Maul auf, sehr punktuell Druck auf den Nasenrücken aus. Durch das in der Regel sehr feste Material lässt dieser Druck sofort wieder nach, wenn das Pferd das Maul wieder schließt.
Diese Art von Reithalfter ist oft in Gebrauch. In den meisten Turnierklassen sind sie verboten, auf dem Abreiteplatz jedoch erlaubt. Da das Beißen eines Rindes im Turnier mit hohen Strafpunkten geahndet wird, neigen manche Reiter zu äußerst brutalen Mitteln, um ihre Pferde daran zu hindern. Eine durchaus übliche Methode ist das Zuschnüren des Pferdemauls mit einem Nasenriemen aus Draht, eine unauffälligere Art, das Anbringen eines Drahtes unterhalb des eigentlichen Nasenriemens.
Die meisten Reiter kennen die unangenehme Wirkung des Amerikanischen Reithalfters und setzen es nur vorübergehend zur Korrektur ein.

## Material und Verarbeitung

### Leder
Leder ist das beliebteste Material zur Herstellung von Zäumungen. Die Leistungs-Prüfungs-Ordnung schreibt Leder oder lederähnliche Materialien im FN-geregelten Turniersport für Zäume vor. Überwiegend wird Rindsleder verwendet. Leder ist pflegeintensiver als die meisten anderen Materialien, dafür aber auch weitaus langlebiger.
Wichtig ist, dass die natürlichen Eigenschaften des Leders auch nach dem Gerbprozess erhalten bleiben. Es soll über eine gute Abriebfestigkeit verfügen, Feuchtigkeit aufnehmen und auch wieder abgeben, möglichst lichtecht sein, weich und elastisch bleiben und doch eine gewisse Stabilität bieten und optisch ansprechend sein. Die Qualität des Leders ist in erster Linie abhängig von der Herstellung, der Gerbung und dem Ausgangsmaterial. Große Poren oder raue Stellen weisen auf mindere Qualität des Leders hin, das bei starker Belastung reißen kann. In vegetabilem Verfahren gegerbtes Leder ist bei guter Pflege weitaus haltbarer und für das Pferd angenehmer zu tragen als chemisch gegerbtes. Ferner verfügt es über eine höhere Elastizität und ist in der Herstellung umweltfreundlicher. Nachteile gegenüber chemisch gegerbtem Leder liegen in höherem Gewicht und geringerer Nässebeständigkeit.
Neben der Lederqualität spielen die Nähte eine wichtige Rolle in Bezug auf Sicherheit und Haltbarkeit. Genäht wird entweder mit besonders kräftigem, gewachstem oder geöltem Baumwollgarn oder mit Kunststoffgarn. Kunstfaser hat gegenüber Baumwolle den Vorteil, dass sie relativ verrottungsfest ist. Gute Nähte sollten einheitlich und mit gleichmäßig dickem, gewachstem Garn genäht sein. Die Nähte sollten nicht zu dicht am Rand liegen und zum Schutz gegen Abrieb in Rillen versenkt sein. Ungleichmäßige oder abgenutzte Nähte sind eine potentielle Gefahrenquelle.

### Synthetische Materialien
Synthetische Materialien zeichnen sich gegenüber Leder durch unkomplizierte Pflege und eine große Farbauswahl aus.
Im Galopprennsport und im Distanzsport werden häufig Zaumzeuge aus leichten synthetischen Materialien verwendet.

### Pferdehaar
Pferdehaar ist selten und teuer, weshalb es in erster Linie zur Verzierung an Westernzäumen verwendet wird. Selten findet man auch Zäume, die gänzlich „gehitcht“ (d. h. mit Pferdehaar umflochten) sind. Bei entsprechender Verarbeitung und Pflege ist Pferdehaar ein haltbares Material.

## Redewendung
- jemanden im Zaum halten = jemanden zügeln, bändigen, zurückhalten
- sich nicht im Zaum halten können = außer Kontrolle sein, sich nicht zurückhalten können
- das Pferd von hinten aufzäumen = etwas umständlich machen